# 531
| 531                |
| ------------------ |
| Dødsfald - Fødsler |
|                    |

| Gregoriansk kalender | 531 DXXXI               |
| Ab urbe condita      | 1284                    |
| Armensk kalender     | I/T                     |
| Kinesiske kalender   | 3227 – 3228 庚戌 – 辛亥 |
| Etiopisk kalender    | 523 – 524               |
| Jødisk kalender      | 4291 – 4292             |
| Hindukalendere       |                         |
| - Vikram Samvat      | 586 – 587               |
| - Shaka Samvat       | 453 – 454               |
| - Kali Yuga          | 3632 – 3633             |
| Iransk kalender      | 91 BP – 90 BP           |
| Islamisk kalender    | 94 BH – 93 BH           |

Se også 531 (tal)

## Født
- Amalafrid, thüring prins og byzantinsk general (død 551).